# Le bahut va craquer
Le bahut va craquer is een film van Michel Nerval die werd uitgebracht in 1981.

## Verhaal
Een scholiere uit het arbeidersmilieu is zwanger gemaakt door een klasgenoot uit een bourgeoisgezin. De schoolleiding pleit de jongen vrij, maar wil het meisje verwijderen, wat resulteert in een protestactie van de leerlingen, die hun docenten gijzelen...

## Rolverdeling
| Acteur                | Personage                              |
| --------------------- | -------------------------------------- |
| Michel Galabru        | het schoolhoofd                        |
| Claude Jade           | juffrouw Ferrand, de lerares filosofie |
| Darry Cowl            | meneer Maréchal, de leraar wiskunde    |
| Fanny Bastien-Meunier | Bea                                    |
| Dany Carrel           | de moeder van Bea                      |
| Robert Castel         | de leraar Engels                       |
| Henri Guybet          | de studiemeester                       |
| Jacques Monod         | de politie-inspecteur                  |
| Charlotte Walior      | Muriel                                 |
| Vincent Vallier       | Gilles                                 |